# Eyvind Skjær
Eyvind Skjær (29. august 1923 på Frederiksberg – 14. april 1994) var dansk skuespiller og lydbogsindlæser.
Han blev uddannet skuespiller fra Frederiksberg Teater og debuterede som Ejbæk i Eventyr på Fodrejsen på Odense Teater i 1946.
Som lydbogsindlæser spændte han vidt med Lykkelig Latter, et udvalg af Ebbe Rodes yndlingshumor i 1987, Jeppe på bjerget af Ludvig Holberg i 1988 og Den døde mand af Hans Scherfig i 1989 som nogle af hans ypperligste præstationer.
Han var søn af kongelig kammersanger Henry Skjær og far til scenografen Søren Skjær.